# По рукам и ногам
«По рукам и ногам» (англ. All Tied Up) — кинофильм.

## Сюжет
Фильм о том, как молодой парень, решивший завязать с разгульной жизнью, покупает своей подружке обручальное кольцо. Но она застаёт его с другой по нелепому стечению обстоятельств. Парень приезжает всё объяснить, но подруга невесты оглушает его и привязывает к кровати на несколько дней.

## В ролях
- Зак Гэллиган в роли Брайана Хартли
- Тери Хэтчер в роли Линды Алиссио
- Lara Harris в роли Ким Роуч
- Tracy Griffith в роли Шерон Стивенс
- Abel Folk в роли Макса
- Edward Blatchford в роли детектива фрэнка Стейнхэма
- Olivia Brown в роли Тары
- Rachel Sweet в роли Джей-Джей
- Melora Walters в роли Блисс
- Viviane Vives в роли Кармен